# Дютьково
Дютьково (рос. Дютьково) — село у Одинцовському районі Московської області Російської Федерації.

## Розташування
Село Дютьково входить до складу міського поселення Кубинка, воно розташовано на південь від міста Кубинка, поруч із місцем впадіння річки Нари у Нарські стави. Найближчий населений пункт Акулово. Найближча залізнична станція Акулово.

## Населення
Станом на 2006 рік у селі проживало 7 осіб.